# Ranheim Fotball 2015
Questa voce raccoglie le informazioni riguardanti il Ranheim Fotball nelle competizioni ufficiali della stagione 2015.

## Stagione
Il 27 maggio 2015, l'allenatore Trond Nordsteien è stato esonerato dalla guida tecnica della squadra ed è stato sostituito, ad interim, da Svein Maalen. L'8 giugno 2015, Ola By Rise è stato scelto come nuovo allenatore. Il Ranheim ha chiuso la stagione al 6º posto finale, centrando l'accesso alle qualificazioni all'Eliteserien, dove è stato eliminato al primo turno dal Kristiansund. L'avventura nel Norgesmesterskapet 2015 è terminata invece al terzo turno, con l'eliminazione per mano dell'Åsane.
I calciatori più utilizzati in stagione sono stati Jo Sondre Aas e Eirik Holmvik Malmo a quota 34 presenze tra tutte le competizioni, mentre Robert Stene è stato il miglior marcatore con 22 reti.

## Maglie e sponsor
Lo sponsor tecnico per la stagione 2015 è stato Umbro, mentre lo sponsor ufficiale è stato DnB. La divisa casalinga era costituita da una maglietta blu con rifiniture bianche, pantaloncini bianchi e calzettoni blu.
| Casa | Trasferta |

## Rosa
| N. |                     | Ruolo | Calciatore           |
| -- | ------------------- | ----- | -------------------- |
| 1  | Norvegia (bandiera) | P     | Even Barli           |
| 2  | Norvegia (bandiera) | D     | Aslak Fonn Witry     |
| 3  | Norvegia (bandiera) | D     | Daniel Kvande        |
| 4  | Norvegia (bandiera) | D     | Karl Morten Eek      |
| 5  | Norvegia (bandiera) | D     | Eirik Holmvik Malmo  |
| 6  | Norvegia (bandiera) | C     | Magnus Blakstad      |
| 7  | Norvegia (bandiera) | C     | Mads Reginiussen     |
| 8  | Norvegia (bandiera) | C     | Vegard Voll          |
| 9  | Norvegia (bandiera) | A     | Torgil Øwre Gjertsen |
| 10 | Norvegia (bandiera) | A     | Jo Sondre Aas        |
| 11 | Norvegia (bandiera) | A     | Ørjan Børmark-By     |
| 13 | Norvegia (bandiera) | A     | Robert Stene         |
| 14 | Norvegia (bandiera) | C     | Thomas Rønning       |

| N. |                     | Ruolo | Calciatore           |
| -- | ------------------- | ----- | -------------------- |
| 15 | Norvegia (bandiera) | A     | Kristian Rømo Skille |
| 16 | Norvegia (bandiera) | C     | Kristoffer Løkberg   |
| 17 | Norvegia (bandiera) | C     | Asgeir Snekvik       |
| 18 | Norvegia (bandiera) | D     | Vegard Fiske         |
| 20 | Norvegia (bandiera) | A     | Kim Ove Riksvold     |
| 21 | Norvegia (bandiera) | C     | Michael Stilson      |
| 22 | Norvegia (bandiera) | D     | Jørgen Olsen Øveraas |
| 24 | Norvegia (bandiera) | D     | Aleksander Foosnæs   |
| 25 | Norvegia (bandiera) | D     | Are Tronseth         |
| 26 | Norvegia (bandiera) | D     | Mats van der Weel    |
| 27 | Norvegia (bandiera) | A     | Peder Dahle          |
| 28 | Svezia (bandiera)   | P     | Andreas Lindberg     |
| 30 | Norvegia (bandiera) | P     | Preben Øien          |

## Calciomercato

### Sessione invernale(dal 01/01 al 31/03)
| Arrivi           | Arrivi               | Arrivi     | Arrivi        |
| R.               | Nome                 | da         | Modalità      |
| ---------------- | -------------------- | ---------- | ------------- |
| P                | Andreas Lindberg     |            | svincolato    |
| D                | Vegard Fiske         | Steinkjer  | definitivo    |
| D                | Aslak Fonn Witry     | Rosenborg  | prestito      |
| D                | Daniel Kvande        | Byåsen     | definitivo    |
| A                | Ørjan Børmark-By     |            | svincolato    |
| A                | Torgil Øwre Gjertsen | Strindheim | definitivo    |
| A                | Kim Ove Riksvold     | Byåsen     | definitivo    |
| A                | Kristian Rømo Skille | Rosenborg  | prestito      |
| A                | Robert Stene         |            | svincolato    |
| Altre operazioni |                      |            |               |
| R.               | Nome                 | da         | Modalità      |
| A                | Michael Karlsen      | Rødde      | fine prestito |

| Partenze | Partenze                | Partenze | Partenze      |
| R.       | Nome                    | a        | Modalità      |
| -------- | ----------------------- | -------- | ------------- |
| D        | Christian Eggen Rismark | Rødde    | prestito      |
| D        | Ivar Furu               | Molde    | fine prestito |
| D        | Ole Kristian Kråkmo     |          | ritiro        |
| C        | Gjermund Åsen           | Tromsø   | definitivo    |
| A        | Bendik Bye              |          | svincolato    |
| A        | Michael Karlsen         | Hødd     | definitivo    |
| A        | Daniel Krogstad         |          | svincolato    |

### Tra le due sessioni
| Arrivi | Arrivi | Arrivi | Arrivi   |
| R.     | Nome   | da     | Modalità |
| ------ | ------ | ------ | -------- |

| Partenze | Partenze         | Partenze | Partenze   |
| R.       | Nome             | a        | Modalità   |
| -------- | ---------------- | -------- | ---------- |
| A        | Ørjan Børmark-By | Åfjord   | definitivo |

### Sessione estiva(dal 22/07 al 18/08)
| Arrivi | Arrivi          | Arrivi    | Arrivi   |
| R.     | Nome            | da        | Modalità |
| ------ | --------------- | --------- | -------- |
| C      | Michael Stilson | Mjøndalen | prestito |

| Partenze | Partenze         | Partenze        | Partenze   |
| R.       | Nome             | a               | Modalità   |
| -------- | ---------------- | --------------- | ---------- |
| D        | Vegard Fiske     | Stjørdals-Blink | definitivo |
| C        | Asgeir Snekvik   | Byåsen          | definitivo |
| A        | Kim Ove Riksvold | Byåsen          | prestito   |

## Risultati

### 1. divisjon

#### Girone di andata
| Kristiansund 6 aprile 2015, ore 18:00 1ª giornata | Kristiansund BK | 0 – 0 referto | Ranheim | Kristiansund Stadion (1.471 spett.)\| Arbitro: \| Eskås \| |
| Arbitro:                                          | Eskås           |               |         |                                                            |

| Arbitro: | Johansen (Brevik) |

|                 |           |             |
| Reginiussen 78’ | Marcatori | 45’ Engblom |

| Arbitro: | Tennøy |

|                            |           |                      |
| H. Breimyr 32’ Khalili 48’ | Marcatori | 51’, 53’ Reginiussen |

| Arbitro: | Hauge |

|  |           |                 |
|  | Marcatori | 88’ Ruud Tveter |

| Arbitro: | Hansen (Feda) |

|                               |           |                   |
| Haugen 9’ Orlov 22’, 53’, 81’ | Marcatori | 15’ Øwre Gjertsen |

| Ranheim 3 maggio 2015, ore 18:00 6ª giornata | Ranheim | 0 – 0 referto | Bærum | DnB Arena (522 spett.)\| Arbitro: \| Steen \| |
| Arbitro:                                     | Steen   |               |       |                                               |

| Arbitro: | Gya |

|                                |           |                 |
| Sansara 4’ Nazari 18’ Rafn 81’ | Marcatori | 89’ Reginiussen |

| Arbitro: | Steen |

|                           |           |  |
| Stene 53’ Reginiussen 76’ | Marcatori |  |

| Arbitro: | Gjermshus |

|            |           |  |
| Shroot 44’ | Marcatori |  |

| Arbitro: | Jonsson Trædal |

|  |           |                  |
|  | Marcatori | 38’ (rig.) Barli |

| Arbitro: | Ahlsen |

|                      |           |                |
| Dramé 16’ Beugré 64’ | Marcatori | 11’, 82’ Stene |

| Arbitro: | Døvle (Larvik) |

|                                                     |           |               |
| Rømo Skille 27’ Stene 46’ Øwre Gjertsen 50’ Aas 69’ | Marcatori | 90’ Myklebust |

| Arbitro: | Gjermshus |

|                                   |           |  |
| Stene 66’ Reginiussen 70’ Aas 78’ | Marcatori |  |

| Arbitro: | Hauge |

|            |           |          |
| Stokke 50’ | Marcatori | 2’ Stene |

| Arbitro: | Haugen |

|                            |           |                              |
| Stene 11’ (rig.), 61’, 77’ | Marcatori | 63’ (rig.) Gravdal 82’ Kalve |

#### Girone di ritorno
| Arbitro: | Ahlsen |

|  |           |                 |
|  | Marcatori | 89’ Reginiussen |

| Arbitro: | M. Smehus Kringstad |

|                                     |           |                 |
| Stene 51’ Tronseth 76’ Blakstad 90’ | Marcatori | 23’, 32’ Opseth |

| Arbitro: | Hauge |

|                                         |           |  |
| Skogmo 39’ Vestvatn 53’ Ruud Tveter 78’ | Marcatori |  |

| Arbitro: | Hansen |

|                                                   |           |  |
| Aas 19’ Blakstad 25’ Tronseth 83’ Reginiussen 90’ | Marcatori |  |

| Arbitro: | Moen |

|            |           |                                         |
| Herrem 69’ | Marcatori | 53’ (rig.) Stene 81’ (rig.) Reginiussen |

| Arbitro: | Steen |

|  |           |          |
|  | Marcatori | 22’ Coly |

| Arbitro: | Haugen |

|             |           |                                            |
| Norheim 39’ | Marcatori | 24’ (aut.) Havsgård Martinsen 71’ Tronseth |

| Arbitro: | Ahlsen |

|                     |           |  |
| Myhre 66’ Antwi 77’ | Marcatori |  |

| Ranheim 21 settembre 2015, ore 19:00 24ª giornata | Ranheim | 0 – 0 referto | Brann | DnB Arena (1.285 spett.)\| Arbitro: \| Gya \| |
| Arbitro:                                          | Gya     |               |       |                                               |

| Arbitro: | Jonsson Trædal |

|           |           |           |
| Wrele 43’ | Marcatori | 21’ Stene |

| Arbitro: | Hauge |

|                                     |           |                        |
| Stene 39’ Øwre Gjertsen 53’ Aas 90’ | Marcatori | 26’ Nordberg 75’ Hopen |

| Arbitro: | Moen |

|                                            |           |  |
| Rømo Skille 8’ Stene 45’, 78’ Blakstad 59’ | Marcatori |  |

| Arbitro: | Eskås |

|                           |           |                                             |
| Strømnes 34’ Ramsland 71’ | Marcatori | 43’, 78’ Stene 52’ Rømo Skille 56’ Tronseth |

| Arbitro: | Smehus Kringstad |

|                                                |           |             |
| Eek 34’ Rømo Skille 52’ Øwre Gjertsen 76’, 79’ | Marcatori | 66’ Skartun |

| Arbitro: | Moen |

|              |           |  |
| Geertsen 11’ | Marcatori |  |

### Qualificazioni all'Eliteserien
| Arbitro: | Steen |

|            |           |  |
| Økland 60’ | Marcatori |  |

### Norgesmesterskapet
| Arbitro: | Dalberg Olsen |

|  |           | |
|  | Marcatori | 10’, 86’ Rømo Skille 13’ Snekvik 27’, 45’, 46’ Stene 44’ Tronseth 73’, 74’, 81’, 85’, 88’ Aas 83’ Øwre Gjertsen |

| Arbitro: | Borgersen (Oslo) |

|                     |           |                                         |
| Risan 48’ Furu 120’ | Marcatori | 71’ (aut.) Furu 103’, 105’ (rig.) Stene |

| Arbitro: | Jonsson Trædal |

|  |           |                          |
|  | Marcatori | 24’ Lorentzen 86’ Nyborg |

## Statistiche

### Statistiche di squadra
| Competizione          | Punti | In casa | In casa | In casa | In casa | In casa | In casa | In trasferta | In trasferta | In trasferta | In trasferta | In trasferta | In trasferta | Totale | Totale | Totale | Totale | Totale | Totale | DR  |
| Competizione          | Punti | G       | V       | N       | P       | Gf      | Gs      | G            | V            | N            | P            | Gf           | Gs           | G      | V      | N      | P      | Gf     | Gs     | DR  |
| --------------------- | ----- | ------- | ------- | ------- | ------- | ------- | ------- | ------------ | ------------ | ------------ | ------------ | ------------ | ------------ | ------ | ------ | ------ | ------ | ------ | ------ | --- |
| 1. divisjon           | 47    | 15      | 9       | 3       | 3       | 31      | 12      | 15           | 4            | 5            | 6            | 17           | 24           | 30     | 13     | 8      | 9      | 48     | 36     | +12 |
| Qual. all'Eliteserien | -     | 0       | 0       | 0       | 0       | 0       | 0       | 1            | 0            | 0            | 1            | 0            | 1            | 1      | 0      | 0      | 1      | 0      | 1      | -1  |
| Norgesmesterskapet    | -     | 1       | 0       | 0       | 1       | 0       | 2       | 2            | 2            | 0            | 0            | 16           | 2            | 3      | 2      | 0      | 1      | 16     | 4      | +12 |
| Totale                | -     | 16      | 9       | 3       | 4       | 31      | 14      | 18           | 6            | 5            | 7            | 33           | 27           | 34     | 15     | 8      | 11     | 64     | 41     | +23 |

### Statistiche dei giocatori
| Giocatore        | 1. divisjon | 1. divisjon | 1. divisjon | 1. divisjon | Norgesmesterskapet | Norgesmesterskapet | Norgesmesterskapet | Norgesmesterskapet | Coppe europee | Coppe europee | Coppe europee | Coppe europee | Qual. all'Eliteserien | Qual. all'Eliteserien | Qual. all'Eliteserien | Qual. all'Eliteserien | Totale   | Totale | Totale      | Totale     |
| Giocatore        | Presenze    | Reti        | Ammonizioni | Espulsioni  | Presenze           | Reti               | Ammonizioni        | Espulsioni         | Presenze      | Reti          | Ammonizioni   | Espulsioni    | Presenze              | Reti                  | Ammonizioni           | Espulsioni            | Presenze | Reti   | Ammonizioni | Espulsioni |
| ---------------- | ----------- | ----------- | ----------- | ----------- | ------------------ | ------------------ | ------------------ | ------------------ | ------------- | ------------- | ------------- | ------------- | --------------------- | --------------------- | --------------------- | --------------------- | -------- | ------ | ----------- | ---------- |
| J. Aas           | 30          | 4           | 0           | 0           | 3                  | 5                  | 0                  | 0                  |               |               |               |               | 1                     | 0                     | 0                     | 0                     | 34       | 9      | 0           | 0          |
| E. Barli         | 25          | -28         | 0           | 0           | 2                  | -4                 | 0                  | 0                  |               |               |               |               | 1                     | -1                    | 0                     | 0                     | 28       | -33    | 0           | 0          |
| M. Blakstad      | 14          | 3           | 2           | 0           | 0                  | 0                  | 0                  | 0                  |               |               |               |               | 1                     | 0                     | 1                     | 0                     | 15       | 3      | 3           | 0          |
| Ø. Børmark-By    | 0           | 0           | 0           | 0           | 0                  | 0                  | 0                  | 0                  |               |               |               |               | -                     | -                     | -                     | -                     | 0        | 0      | 0           | 0          |
| P. Dahle         | 0           | 0           | 0           | 0           | 1                  | 0                  | 0                  | 0                  |               |               |               |               | 0                     | 0                     | 0                     | 0                     | 1        | 0      | 0           | 0          |
| K. Eek           | 16          | 1           | 1           | 0           | 2                  | 0                  | 1                  | 0                  |               |               |               |               | 0                     | 0                     | 0                     | 0                     | 18       | 1      | 2           | 0          |
| V. Fiske         | 0           | 0           | 0           | 0           | 1                  | 0                  | 0                  | 0                  |               |               |               |               | -                     | -                     | -                     | -                     | 1        | 0      | 0           | 0          |
| A. Fonn Witry    | 7           | 0           | 0           | 0           | 1                  | 0                  | 0                  | 0                  |               |               |               |               | 1                     | 0                     | 0                     | 0                     | 9        | 0      | 0           | 0          |
| A. Foosnæs       | 5           | 0           | 0           | 0           | 1                  | 0                  | 0                  | 0                  |               |               |               |               | 1                     | 0                     | 0                     | 0                     | 7        | 0      | 0           | 0          |
| E. Holmvik Malmo | 30          | 0           | 2           | 0           | 3                  | 0                  | 0                  | 0                  |               |               |               |               | 1                     | 0                     | 0                     | 0                     | 34       | 0      | 2           | 0          |
| D. Kvande        | 19          | 0           | 1           | 0           | 1                  | 0                  | 0                  | 0                  |               |               |               |               | 1                     | 0                     | 1                     | 0                     | 21       | 0      | 2           | 0          |
| A. Lindberg      | 5           | -8          | 0           | 0           | 1                  | -0                 | 0                  | 0                  |               |               |               |               | 0                     | -0                    | 0                     | 0                     | 6        | -8     | 0           | 0          |
| K. Løkberg       | 25          | 0           | 6           | 0           | 1                  | 0                  | 0                  | 0                  |               |               |               |               | 1                     | 0                     | 0                     | 0                     | 27       | 0      | 6           | 0          |
| P. Øien          | 0           | -0          | 0           | 0           | 0                  | -0                 | 0                  | 0                  |               |               |               |               | 0                     | -0                    | 0                     | 0                     | 0        | 0      | 0           | 0          |
| J. Olsen Øveraas | 29          | 0           | 0           | 0           | 2                  | 0                  | 0                  | 0                  |               |               |               |               | 0                     | 0                     | 0                     | 0                     | 31       | 0      | 0           | 0          |
| T. Øwre Gjertsen | 27          | 5           | 2           | 0           | 3                  | 1                  | 0                  | 0                  |               |               |               |               | 1                     | 0                     | 0                     | 0                     | 31       | 6      | 2           | 0          |
| M. Reginiussen   | 30          | 9           | 3           | 0           | 2                  | 0                  | 0                  | 0                  |               |               |               |               | 1                     | 0                     | 0                     | 0                     | 33       | 9      | 3           | 0          |
| K. Riksvold      | 10          | 0           | 0           | 0           | 1                  | 0                  | 0                  | 0                  |               |               |               |               | -                     | -                     | -                     | -                     | 11       | 0      | 0           | 0          |
| K. Rømo Skille   | 21          | 4           | 1           | 0           | 2                  | 2                  | 1                  | 0                  |               |               |               |               | 1                     | 0                     | 0                     | 0                     | 24       | 6      | 2           | 0          |
| T. Rønning       | 15          | 0           | 1           | 0           | 3                  | 0                  | 0                  | 0                  |               |               |               |               | 0                     | 0                     | 0                     | 0                     | 18       | 0      | 1           | 0          |
| A. Snekvik       | 9           | 0           | 0           | 0           | 3                  | 1                  | 1                  | 0                  |               |               |               |               | -                     | -                     | -                     | -                     | 12       | 1      | 1           | 0          |
| R. Stene         | 29          | 17          | 4           | 0           | 3                  | 5                  | 0                  | 0                  |               |               |               |               | 1                     | 0                     | 0                     | 0                     | 33       | 22     | 4           | 0          |
| M. Stilson       | 13          | 0           | 1           | 0           | -                  | -                  | -                  | -                  |               |               |               |               | 1                     | 0                     | 0                     | 0                     | 14       | 0      | 1           | 0          |
| A. Tronseth      | 28          | 4           | 5           | 0           | 3                  | 1                  | 1                  | 0                  |               |               |               |               | 1                     | 0                     | 0                     | 0                     | 32       | 5      | 6           | 0          |
| M. van der Weel  | 0           | 0           | 0           | 0           | 1                  | 0                  | 0                  | 0                  |               |               |               |               | 0                     | 0                     | 0                     | 0                     | 1        | 0      | 0           | 0          |
| V. Voll          | 24          | 0           | 2           | 0           | 3                  | 0                  | 0                  | 0                  |               |               |               |               | 0                     | 0                     | 0                     | 0                     | 27       | 0      | 2           | 0          |